# 옥과면
옥과면(玉果面)은 대한민국 전라남도 곡성군의 면이다.

## 행정 구역
| 법정리 | 한자명 | 행정리                   |
| ------ | ------ | ------------------------ |
| 리문리 | 里門里 | 무림동리, 리문리, 용두리 |
| 무창리 | 武昌里 | 금의리, 무창리, 신흥리   |
| 설옥리 | 雪玉里 | 설옥리, 지방리           |
| 소룡리 | 巢龍里 | 소룡리                   |
| 수리   | 水里   | 수리, 신수리             |
| 옥과리 | 玉果里 | 옥과리, 옥전리           |
| 율사리 | 栗寺里 | 금단리, 율사리           |
| 주산리 | 舟山里 | 배감리, 주산리           |
| 죽림리 | 竹林里 | 죽림리, 지동리           |
| 합강리 | 合江里 | 광암리, 합강리           |
| 황산리 | 凰山里 | 보정리, 황산리           |

## 교육시설
- 전남과학대학교
- 옥과초등학교
- 옥과중학교
- 옥과고등학교
- 옥과초등학교 병설유치원

## 돌봄시설
- 전남과학대학보육교사교육원 부설 어린이집
- 죽림어린이집
- 한빛어린이집

## 생활 및 편의시설
시골 면 단위치고는 대학교가 있어서 그런지 편의시설이 상당히 존재한다.
공공기관: 옥과파출소, 옥과공공도서관, 옥과면사무소, 옥과우체국, 옥과터미널
편의점: 세븐일레븐 곡성옥과점, 세븐일레븐 곡성옥과하늘점, 미니스톱 옥과점, CU 옥과소연점, GS25 전남과학대점
기타 프랜차이즈: 맘스터치 전남과학대점, 오븐마루 옥과점, 둘둘치킨 옥과점, 피자가 기가막혀 옥과점, 다이소
2018년 11월 현재 지역수요 맞춤형 공공주택사업에 선정되어 추후 행복주택 20호와 국민임대주택 100호가 공급될 예정이다.